# Conrad Schember
Conrad Schember (* 24. September 1811 in Helsa, Hessen; † 1. Februar 1891 in Wien) war ein deutsch-österreichischer Industrieller und Begründer des Waagenherstellers C. Schember & Söhne.

## Biografie
Schember entstammte einer Pastorenfamilie. Er erlernte das Schlosserhandwerk und wanderte nach Wien aus, wo er zuerst in der ersten österreichischen Brückenwaagenfabrik von Rollé und Schwilgué als Maschinenarbeiter tätig war. Ab 1836 arbeitete er in den Werkstätten der Kaiser-Ferdinand-Nordbahn, die ihn bald zur Maschinenfabrik von John Cockerill in Seraing zur Ausbildung im Lokomotivbau schickte. 1845 ging er als Werkführer beziehungsweise Oberwerkführer in die Eisenbahnwerkstätten nach Pardubitz, anschließend nach Böhmisch-Trübau und am Ende nach Prag. 1850 wurde er in den staatlichen Dienst übernommen. 
Schember schloss mit dem Brückenwaagen-Fabrikanten Louis Simon einen Vertrag. 1852 machte er sich schließlich mit einer eigenen kleinen Werkstatt zur Erzeugung von Brückenwaagen im 2. Wiener Bezirk selbständig. Die kleine Werkstatt legte den Grundstock für die 1872 gegründete Brückenwaagen- und Maschinenfabrik C. Schember & Söhne, welches sehr erfolgreich wurde. Das Unternehmen zog schließlich nach Atzgersdorf.
Conrad Schember beteiligte sich schon in den 1860er Jahren an Ausstellungen und wurde in Hinblick auf seine Leistungen auf der Weltausstellung Paris 1867 von Kaiser Franz Joseph I. durch Verleihung des goldenen Verdienstkreuzes mit der Krone ausgezeichnet.

K.u.k. Hof-Brückenwaagen- und Maschinen-Fabrik von C. Schember & Söhne in Atzgersdorf (um 1900)

In Anerkennung seines industriellen Wirkens wurde Conrad Schember von Kaiser Franz Joseph I. durch Verleihung des Ritterkreuzes des Franz-Joseph-Ordens ausgezeichnet.
1883 schied Schember aus seinem Unternehmen aus, seine Söhne Carl August (1838–1917), Ludwig (1839–1886) und Albert (1845–1911) wurden seine Nachfolger.